# ابرستاره (فیلم ۲۰۱۲)
ابرستاره (انگلیسی: Superstar) فیلمی در ژانر کمدی است که در سال ۲۰۱۲ منتشر شد. از بازیگران آن می‌توان به کاد مراد و سسیل دو فرانس اشاره کرد.